# José Francisco Osorno
José Francisco Alejo Osorno García (Apan, 17 de julio de 1769 - Chignahuapan, Puebla, 19 de marzo de 1824) fue un agricultor novohispano que se unió a los insurgentes durante la guerra de la Independencia de México. Aunque sus acciones fueron polémicas, su desempeño militar fue de gran ayuda para el movimiento independentista. 

## Semblanza biográfica
Poco se sabe de su juventud e infancia. Fue sometido a un proceso criminal al ser acusado de ladrón de caminos en Puebla. El 30 de agosto de 1811, se unió a los insurgentes con una gavilla de 700 hombres. Militó bajo las órdenes de Mariano Aldama. Tomó la plaza de Zacatlán liberando a los presos de la cárcel para incrementar su fuerza militar, sin embargo ejecutó a varios peninsulares. 

Zonas de resistencia insurgente (1814-1821) durante la guerra de Independencia de México.

Realizó repetidos ataques en contra de los realistas en los llanos de Apan y zonas de las provincias de Tlaxcala, Veracruz y México. Intentó inútilmente tomar la plaza de Tulancingo.  Fue perseguido por el comandante español Ciriaco del Llano. Tras el asesinato de Mariano Aldama perpetrado por José María Cazalla, tomó el mando superior de los insurgentes en la región de los llanos de Apan, no sin antes ordenar la muerte de Cazalla. El 23 de abril de 1812, en compañía de los insurgentes Miguel Serrano y Vicente Beristáin de Souza, logró tomar la plaza de Pachuca apoderándose de un gran botín.
Se unió a la Suprema Junta Nacional Americana, la cual le otorgó el grado de teniente general. Aunque su cooperación fue relativa con Ignacio López Rayón, entabló buenas relaciones con Juan Nepomuceno Rosáins. En enero de 1813 tomó la plaza de Mimiahuapan en Tlaxcala. En 1814, fracasó en su segundo intento por tomar la plaza de Tulancingo. Cerca del actual municipio de Nopaltepec logró vencer a un contingente realista comandado por José Barradas en la batalla de Tortolitas.
En 1815 fue perseguido por el brigadier Manuel de la Concha, quien lo obligó a abandonar la zona de los llanos de Apan al año siguiente. En 1817 se acogió al indulto ofrecido por el virrey Juan Ruiz de Apodaca, durante ese año residió en Tetela de Jonotla. En 1818 fue acusado de conspiración. Aunque no hubo pruebas, se le condenó a 10 años de destierro, pero en 1820, antes de partir para cumplir su condena, fue liberado por la amnistía general decretada a raíz de la nueva puesta en vigencia de la Constitución de Cádiz.
En 1821, al proclamarse el Plan de Iguala, se unió a las fuerzas de Vicente Guerrero siendo partícipe de la consumación de la independencia. Murió el 19 de marzo de 1824 en la hacienda de Tecoyuca, fue sepultado en la iglesia de Chignahuapan.